# The Equalizer 3 – The Final Chapter
The Equalizer 3 – The Final Chapter (Originaltitel: The Equalizer 3) ist ein US-amerikanischer Action-Thriller von Antoine Fuqua mit Denzel Washington in der Titelrolle. Nach dem im Jahr 2018 erschienenen Film The Equalizer 2 und dessen Vorgänger The Equalizer aus dem Jahr 2014 ist es der letzte Teil der The-Equalizer-Trilogie, die lose auf der gleichnamigen Fernsehserie basiert.
Der Film erschien am 31. August 2023 in den deutschen und einen Tag später in den US-Kinos.

## Handlung
Auf der Suche nach dem bei einem Cyberangriff auf einen Pensionsfonds gestohlenen Geld des Maurermeisters Greg Dyer zerschlägt der einstige DIA-Agent Robert McCall auf Sizilien eine Drogenschmuggel-Operation einer syrischen Terrormiliz. Nachdem ihn der Enkel des Oberhauptes von hinten angeschossen hat, flieht McCall schwer verwundet vom Ort des Geschehens und setzt mit einer Fähre nach Neapel über. Auf einer Küstenstraße wird er, mittlerweile bewusstlos, in seinem Auto liegend von dem Carabiniere Gio gerettet, der ihn in sein Heimatdorf, eine kleine Gemeinde an der Amalfiküste, bringt und ihn von dem Landarzt Enzo Arisio versorgen lässt. Während seiner Gesundung entwickelt McCall eine gewisse Sympathie für die Menschen von Altomonte und stellt fest, dass die Bürger der Gemeinde von einem neapolitanischen Camorra-Clan tyrannisiert werden. So beschließt er, seine Fähigkeiten zu nutzen, um gegen das örtliche Unrecht vorzugehen.
Unterdessen verfolgt eine CIA-Spezialabteilung McCalls Spuren von Sizilien nach Kampanien und ebenso die einer großen Verbrecherbande, nachdem die CIA-Mitarbeiterin Emma Collins durch einen Tipp McCalls auf den Fall angesetzt wurde: Eine lokale Weinhandlung dient als Tarnung für internationalen Drogenschmuggel. McCall tötet den Bruder des lokalen Mafiapaten Vincent und zwingt diesen schließlich dazu, selbst eine tödliche Dosis seiner Drogen zu nehmen.
Nach der Aufklärung des Falls und dem Sieg über die Verbrecher teilt McCall der CIA-Agentin Emma, die deshalb eine Beförderung erhält, schriftlich mit, dass ihre Mutter stolz auf sie wäre. Wie sich herausstellt, ist sie die Tochter seiner ermordeten DIA-Kollegin Susan Plummer. Von der Bedrohung befreit, feiern die Dorfbewohner und McCall den Sieg der örtlichen Fußballmannschaft. McCall setzt sich in Italien zur Ruhe.

## Synchronisation
Die Synchronisation übernahm die Iyuno Germany. Für das Dialogbuch und die Dialogregie war Elisabeth von Molo verantwortlich.
| Rolle            | Schauspieler        | Deutsche Synchronstimme |
| ---------------- | ------------------- | ----------------------- |
| Robert McCall    | Denzel Washington   | Sven Brieger            |
| Emma Collins     | Dakota Fanning      | Lisa May-Mitsching      |
| Frank Conroy     | David Denman        | Thomas Wenke            |
| Susan Plummer    | Melissa Leo         | Elisabeth von Molo      |
| Enzo Arisio      | Remo Girone         | Lutz Riedel             |
| Gio Bonucci      | Eugenio Mastrandrea | Florian Hoffmann        |
| Aminah           | Gaia Scodellaro     | Meike Finck             |
| Vincent Quaranta | Andrea Scarduzio    | Matthias Deutelmoser    |
| Marco Quaranta   | Andrea Dodero       | Karim El Kammouchi      |

## Produktion
Im August des Jahres 2018 gab Antoine Fuqua seine Pläne zur Fortsetzung der Filmreihe bekannt und bekundete sein Interesse daran, die Handlung in einem internationalen Umfeld stattfinden zu lassen.
Januar 2022 wurde offiziell bestätigt, dass sich ein dritter Film in der Entwicklung befand und Denzel Washington erneut in der Titelrolle zurückkehren würde. Im Juni 2022 wurde bekannt gegeben, dass Dakota Fanning für den Film verpflichtet wurde. Bis zum November des gleichen Jahres schlossen sich unter anderem Sonia Ben Ammar, Remo Girone und Eugenio Mastrandrea an.
Die Hauptdreharbeiten begannen im Oktober 2022 an der Amalfiküste in Italien und dauerten in der Region bis zum November an, bevor sie Anfang Dezember nach Neapel verlegt und im Januar 2023 in Rom beendet wurden.
Ein erster Trailer zum Film wurde am 25. April 2023 veröffentlicht. Im Vertrieb durch Sony Pictures Releasing lief der Film am 1. September 2023 in den US-amerikanischen Kinos an. Einen Tag zuvor erschien er in den deutschen Kinos.

## Trivia
Der Ort Altomonte aus der Handlung des Films ist fiktiv, ein tatsächlicher Ort mit dem gleichen Namen befindet sich im Landesinneren und hat deshalb – im Gegensatz zu dem Filmort – keinen Hafen. Die realen Orte, in denen der Film gedreht wurde, sind Atrani und Minori. Der ausführende Produzent Tarak Ben Ammar erklärte bei einer Pressekonferenz, man wolle damit verhindern, dass der Ruf der eigentlichen Drehorte beschädigt wird.
In Atrani drehte Dakota Fanning etwa zur selben Zeit auch die Serie Ripley. In The Equalizer 3 treffen Fanning und Washington bereits das zweite Mal aufeinander, wenn auch mit 19 Jahren Abstand. 2004 spielte Washington in Mann unter Feuer den Leibwächter der damals noch kindlichen Fanning.